# 元氣安
元氣 安（げんき やす、1970年6月9日 - ）は、日本のお笑い芸人。嘗てはWAHAHA本舗に所属していた（1990年〜2014年）。「おいおい教」の教祖を名乗る。

## 経歴
山口県柳井市出身。父親が6回にわたり変わるという不安定な家庭環境で育ち、そのためにいじめも受けた。高校卒業後、すぐに上京してWAHAHA本舗に入団。
2005年ごろ、冗談宗教「おいおい教」を創始。「笑いで世界を平和にする」というコンセプトのもと、儀式などのネタを行う。2014年、より自由な芸風を求めてWAHAHA本舗を脱退し、フリーとなった。

## 人物
- 語尾に「おい」を付けて話すのが特徴[3]。
- 布教のため、スピーカーでお経を流しつつ幟を持って新宿を歩くなどの活動をしたことがあり、警察のお世話になっている[3]。
- R-1ぐらんぷりは出禁[4]。
- 「おいおい教バンド」を率いて音楽活動も行っている。ジャンルとしてはパンク・ロックで、「思想なきスターリン」の異称を持つ[4]。

## 芸風
顔に派手なペインティングを施し、赤いふんどし一丁で舞台に上がる。柔らかい身体を駆使した宗教儀式ネタを行う。

## 出演作品

### バラエティ
- 欽ちゃんの第53回全日本仮装大賞（1998年、日本テレビ）- 森岡弘 名義
- デートしようよ（静岡放送）
- 田代まさしのありがとうございマーシー（Mopal）
- ワハハ本舗の地球で1番おもしろいTV（テレ朝チャンネル）
- あらびき団（2008年、TBS）
- 田代まさしのお久しブリーフ（2009年、zoome）

### ラジオ
- 仙台貨物 千葉さんと一緒（2013年）

### テレビドラマ
- ツインズな探偵 第2作（2000年、フジテレビ 金曜エンタテイメント）
- いなか刑事・伊原泰三の退職捜査日誌 第1作（2001年、テレビ東京 女と愛とミステリー）
- お局探偵亜木子&みどりの旅情事件帳 第4作（2001年、フジテレビ 金曜エンタテイメント）- 男性スタッフ 役
- 女マネージャー金子かおる 哀しみの事件簿1（2002年、フジテレビ 金曜エンタテイメント）
- 孤独のグルメ Season2 第2話（2012年10月17日、テレビ東京）- 息子(中山) 役

### 映画
- 学校の怪談（1995年、東宝）- 人体標本 役
- 冬の幽霊たち ウィンターゴースト（2004年、WAHAHA本舗）- 後輩警察官 役
- カルトムービー（2009年、さそり監督）
- 極道兄弟（2013年、ロマネプロモーション）- 酔っ払い 役
- 東京アディオス（2019年、プレシディオ）
- YARIMAN HUNTER（2022年11月25日公開、モダンフリークス、企画・原案:横須賀歌麻呂） - R-18指定[5][6][7]

### その他
- ROCK IN JAPAN FESTIVAL 2007
- 電エースタロウ ホットリボンのひみつ（2014年）